# Yasmine Abdallah
Yassmine Abdallah, née le 17 novembre 1985 à N'Djaména, est une comédienne, animatrice radio et chanteuse tchadienne.

## Parcours
Yasmine Abdallah nait le 17 novembre 1985. Elle passe son enfance à Ndjamèna, avant de s'installer au Cameroun pour les études. Elle a travaillé durant ses années d'études comme secrétaire de direction à la bibliothécaire l’Alliance Franco-camerounaise de Garoua. Elle anime ensuite des ateliers de théâtre avec les enfants.
En 2009, elle regagne la capitale Ndjamena et devient stagiaire documentaliste à la télévision tchadienne. Puis animatrice à la radio Arc-en-ciel FM. Animé par une passion pour la culture dès son jeune âge, elle participe à plusieurs pièces théâtrales radiophonique. Notamment à la radio Ngato Fm, Djam Fm et Arc en ciel.Ainsi elle a interprété des rôles dans des nombreux courts-métrages, dont Souad, Moukhbar.
Parallèlement à son rôle dans le théâtre et le cinéma, Yasmine s'est lancé dans la musique également. Elle a sorti son un titre en hommage à tous les mamans Merci maman qui a connu un énorme succès au niveau national. Puis Ma vie et Ma Mara sakit.